# Nematerijalizirani vrijednosni papiri
Nematerijalizirani vrijednosni papir je elektronički zapis na računu vrijednosnih papira u kompjuterskom sustavu Središnjeg klirinškog depozitarnog društva kojim se njegov izdavatelj obvezuje vlasniku ispuniti obvezu sadržanu u nematerijaliziranom vrijednosnom papiru. U javnoj ponudi (javna ponuda vrijednosnih papira je poziv na upis vrijednosnih papira upućen neodređenom broju osoba putem sredstava javnog priopćavanja) mogu se izdavati samo nematerijalizirani vrijednosni papiri. 

## Račun nematerijaliziranih vrijednosnih papira
Račun nematerijaliziranih vrijednosnih papira može glasiti na jednu osobu ili, na više osoba koje mogu biti vlasnici, odnosno suvlasnici nematerijaliziranih vrijednosnih papira (zajednički račun) i na banku skrbnika (poslove skrbništva nad vrijednosnim papirima obavljaju banke kojima Hrvatska agencija za nadzor financijskih usluga svojim rješenjem odobri obavljanje poslova s vrijednosnim papirima - skrbništva nad vrijednosnim papirima)

## Poslovi skrbništva nad vrijednosnim papirima
Poslovi skrbništva nad vrijednosnim papirima jesu
1. pohrana i čuvanje vrijednosnih papira,
2. izvješćivanje o isplati dividende, isplati kamata ili dospijeću ostalih instrumenata na naplatu,
3. obavješćivanje o skupštinama izdavatelja dionica i o pravima vezanim za dionice i druge vrijednosne papire na skrbništvu te izvršenje nalogodavčevih naloga u svezi s ostvarivanjem tih prava,
4. obavješćivanje o zakonskim promjenama koje posredno ili neposredno utječu na izvješćivanje nalogodavca o stanju vrijednosnih papira na skrbničkom računu,
5. pružanje usluga glasovanja na godišnjim skupštinama,
6. ostale usluge vezane uz vrijednosne papire, ostvarivanje prava i ispunjenje obveza iz vrijednosnih papira, dogovorene između nalogodavca i skrbnika, a koje nisu u proturječnosti sa zakonom.

Ovlaštenim društvima ne dozvoljava se držanje vrijednosnih papira svojih nalogodavaca na zajedničkom računu. 

## Vlasništvo
Potraživanje iz nematerijaliziranoga vrijednosnog papira pripada njegovom vlasniku. Vlasnik nematerijaliziranoga vrijednosnog papira je osoba na čije ime glasi račun vrijednosnih papira kod Središnjeg klirinškog depozitarnog društva na kojem je ubilježen nematerijalizirani vrijednosni papir, iznimno ako banka skrbnik drži nematerijalizirane vrijednosne papire za tuđi račun, odvojeno od vlastite imovine, vlasnikom tih nematerijaliziranih vrijednosnih papira smatra se osoba za koju ih skrbnik drži.
Vlasništvo i prava koja proizlaze iz nematerijaliziranoga vrijednosnog papira stječu se njegovim prijenosom s računa nematerijaliziranih vrijednosnih papira prenositelja, na račun nematerijaliziranih vrijednosnih papira stjecatelja. 
Temelj prijenosa može biti valjani pravni posao kojemu je cilj stjecanje vlasništva, odluka suda, odnosno druge nadležne vlasti, nasljeđivanje i zakon.
Vlasništvo i prava koja proizlaze iz nematerijaliziranoga vrijednosnog papira stječu se u trenutku njegova upisa na račun nematerijaliziranih vrijednosnih papira stjecatelja ili banke skrbnika koja drži nematerijalizirani vrijednosni papir za račun stjecatelja. 
Prijenos vlasništva nematerijaliziranoga vrijednosnog papira na temelju transakcije sklopljene na burzi ili uređenom javnom tržištu provodi se u postupku prijeboja i namire.
Stjecanje i prestanak vlasništva i drugih prava nad nematerijaliziranim vrijednosnim papirom na temelju valjanih pravnih poslova sklopljenih izvan burze i uređenoga javnog tržišta, na temelju odluke suda, odnosno druge nadležne vlasti, nasljeđivanja i na temelju zakona provodi se odgovarajućim upisima u elektroničke zapise u postupku preknjižbi.
Poslove prijeboja i namire ovlašteno je obavljati Središnje klirinško depozitarno društvo. Prijeboj (u tom smislu) je uspoređivanje podataka po sklopljenim pravnim poslovima s nematerijaliziranim vrijednosnim papirima, utvrđivanje rokova podmirenja pravnih poslova te izračun obveza za podmirenje. 
Namira (u tom smislu) je posredovanje i nadzor plaćanja i/ili prijenosa vrijednosnih papira u svezi s pravnim poslovima s vrijednosnim papirima.

## Založno pravo
Na nematerijaliziranom vrijednosnom papiru može se osnovati samo jedno založno pravo.
Založno pravo na nematerijaliziranom vrijednosnom papiru stječe se odgovarajućim upisom tog prava na računu nematerijaliziranih vrijednosnih papira na temelju valjanoga pravnog posla, sudske odluke ili zakona. 
Založno pravo na nematerijaliziranom vrijednosnom papiru prestaje (neovisno o pravnom temelju njegova prestanka) u trenutku njegovog brisanja.
(Po Zakonu o tržištu vrijednosnih papira (NN 84/02, 138/06))

## Vanjske poveznice
- Službene stranice Hrvatske agencije za nadzor financijskih usluga  Arhivirana inačica izvorne stranice od 18. ožujka 2009. (Wayback Machine)
- Službene stranice Središnjeg klirinškog depozitarnog društva